# Cor pulmonale
Cor pulmonale (Latijn cor: hart. Nieuw Latijn pulmonale: door of van de longen) is een medische term gebruikt voor het beschrijven van een verandering in de structuur en werking van de rechterhartkamer als gevolg van een longziekte veroorzaakt door een verhoogde druk in de longen of longslagaders. De rechterkamer moet dan tegen een verhoogde weerstand in pompen.

## Symptomen en ontwikkeling
Rechterkamerverdikking ofwel rechterventrikelhypertrofie is het belangrijkste teken van chronische cor pulmonale. Lang bestaande rechterventrikelhypertrofie leidt uiteindelijk tot rechterventrikelfalen en dus ook tot dilatatie (uitrekking) van het rechterventrikel. Er is sprake van hartfalen als het hart niet genoeg bloed kan rondpompen voor de behoefte van het lichaam. Er wordt niet genoeg zuurstof naar het perifere weefsel getransporteerd.
Indien onbehandeld leidt cor pulmonale tot hartfalen, met de dood tot gevolg.

## Etiologie
Cor pulmonale kan door verschillende zaken veroorzaakt worden:
- Pulmonaire vasoconstrictie (secundair aan alveolaire hypoxie of acidose)
- Anatomische veranderingen in vascularisatie (emfyseem, longembolie)
- Verhoogde bloedviscositeit (polycythemie, sikkelcelziekte)
- Verhoogde pulmonale bloedstroom

## Acute en chronische oorzaken
- Acuut:
  - Longembolie
  - Verergering van chronische cor pulmonale
- Chronisch:
  - COPD
  - Verlies van longweefsel na een operatie of verwonding.
  - Syndroom van Pierre Robin
  - Taaislijmziekte

## Behandeling
Het bestrijden van de oorzaak is de belangrijkste behandeling. Bij longembolie wordt trombolyse toegepast en in grote embolieën kan resectie (verwijderen) van de embolie plaatsvinden. Bij COPD is de behandeling met voorkeur met een langwerkend sympathicomimeticum als salmeterol en eventueel corticosteroïden als behandeling. Zuurstofbehandeling wordt toegepast bij alveolaire hypoventilatie bij acute exacerbaties in het geval vergevorderd longemfyseem en chronische bronchitis.
Langdurig cor pulmonale leidt tot hartfalen. Het gevolg hiervan zijn een verhoogde centraal veneuze druk in de vena cava (CVD), dit in langdurige gevallen leidend tot levercirrose door de levercellen (hepatocyten) worden overspoeld met retrograde bloed (terugstroom uit vena cava naar lever). De levercirrose, wanneer dit optreedt, is niet medicamenteus te behandelen. Men beperkt de bloedtoevoer naar de lever door een shunt aan te leggen, waarbij een deel van het bloed bestemd voor de lever uit de darmen direct wordt omgeleid naar de vena cava. Een bijkomend verschijnsel van levercirrose is dat er oesofagusvarices (spataderen in de slokdarm) en in de maag kunnen ontstaan en tevens aanleiding kan geven tot splenomegalie (vergroting van de milt). Langdurige varices kunnen bloedingen geven in de oesofagus en in de maag en kan zelfs leiden tot de dood. De varices worden behandeld door ze af te binden (ligeren) of door met een chemische stof de oesofagusvarices (de bloedvaten die zijn opgezwollen) letterlijk te scleroseren. Onder scleroseren wordt verstaan het verschrompelen van de cellen van de varices, waardoor de bloedvat buiten werking wordt gesteld en verschrompelt. Een levertransplantatie bij langdurig levercirrose is de gewezen behandeling.
De ontstane levercirrose kan tevens leiden tot vochtophoping in de extremiteiten (vooral benen en voeten) en in de buik (ascites). Dit kan worden verholpen met een diureticum (plastablet), maar verhelpt de oorzaak van levercirrose niet. Een vasodilatator heeft in dit geval geen plaats, omdat het de bloedvaten verder dilateert en bij een verstoorde hartfunctie (zoals bij cor pulmonale) is dat geen goed idee. Immers, het hart moet dan harder pompen om de druk in de bloedvaten aanwezig is te behouden. Verder geïndiceerd zijn bètablokkers, ACE-remmers, zoutbeperking (beperking in de inname), vermindering verzadigde vetten en periodieke controle bij de internist.